# Tlahoun Gèssè
Tlahoun Gèssè (en amhárico: ጥላሁን ገሠሠ), que también se escribe Tilahun Gessesse en el mundo anglófono, nacido el 29 de septiembre de 1940 en Waliso, Oromía, y fallecido el 19 de abril de 2009 en Adís Abeba, es un cantante etíope que se convirtió en una de las voces más reconocidas de la canción popular etíope y del ethio-jazz.

## Biografía
Perteneciente a la etnia Ooomo, Tlahoun Gèssèssè es hijo de un tal Ayano, pero tomó el nombre de su padrastro de origen amhara cuando su madre, Getee Gurmu, se volvió a casar.
Empezó su carrera al unirse primero al Teatro Hager Fikir y luego a la Orquesta de la Guardia Imperial, a la edad de veinte años, donde se convirtió en el primer cantante en la década de 1960. Se le considera entonces una de las voces más importantes de la canción popular etíope del período 1960-1980, al menos de la misma manera que Mahmoud Ahmed, a veces comparado por su “sonido aterciopelado” con Frank Sinatra. Tlahoun Gèssè cantaba sobre todo con la Ibex Band, la Walias Band y la cantante Bzunèsh Bèqèlè.
A su regreso de una serie de conciertos en los Estados Unidos, falleció por complicaciones de su diabetes crónica en Adís Abeba el 19 de abril de 2009 y recibió un homenaje nacional en su funeral celebrado el 22 de abril en la Catedral de la Santísima Trinidad de Adis Abveba, al que asistieron, según los medios de comunicación, más de un millón de personas, entre ellas muchas personalidades nacionales (entre ellas Mohammed Al Amoudi).

## Discografía parcial
La siguiente discografía solo incluye los discos publicados en Occidente:
- 2000 : Greatest Hits – Ethio Sound
- 2002 : Yetelash Yitela con la Ibex Band – Kokeb Records
- 2003 : Éthiopiques volume 17 – Buda Musique
- 2009 : Tlahoun Gèssèssè 1940 – 2009 (compilation) – L'Arôme Productions